# Georges Fonghoro
Georges Fonghoro (* 30. Juni 1958 in Yélé, Mali; † 22. September 2016) war ein malischer Geistlicher und römisch-katholischer Bischof von Mopti.

## Leben
Georges Fonghoro empfing am 30. Dezember 1987 das Sakrament der Priesterweihe.
Am 30. August 1999 ernannte ihn Papst Johannes Paul II. zum Bischof von Mopti. Der Erzbischof von Bamako, Jean Zerbo, spendete ihm am 8. Januar 2000 die Bischofsweihe; Mitkonsekratoren waren der Bischof von San, Jean-Gabriel Diarra, und der Bischof von Nouakchott, Martin Happe MAfr.